# 深圳大学政府管理学院
深圳大学政府管理学院创建于2021年9月，由原深圳大学管理学院公共管理系、法学院社会学系以及城市治理研究院组建而成，为华南地区首家以政府管理命名的高校二级学院。

## 历史沿革

### 原管理学院公共管理系
- 1987年，深圳大学成立行政学系，后更名为公共行政系（1993年）、行政管理系（1997年）及公共管理系（2003年），1997年后归管理学院管理。
- 2011年，9月，首届公共管理硕士（MPA）入学[2]。
- 2020年，11月，与中国残联、深圳市政府合作共建中国特色社会主义先行示范区残疾人事业发展研究中心（基地）[3]。
- 2021年，7月，与深圳市机关事务管理局共建机关事务研究院[4]。

### 原法学院社会学系
- 1996年，深圳大学成立社会学系[5]，1997年后归法学院管理。
- 2005年，获批设社会工作本科专业[6]。
- 2015年，6月，社会学系调入心理与社会学院[7]。
- 2018年，3月，获批社会学本科专业，社会工作本科专业停止招生。
- 2019年，5月，社会学系回归法学院管理。

### 原城市治理研究院
- 1999年，管理学院成立当代中国政治研究所[8]。
- 2003年，当代中国政治研究所入选广东省高校人文社科重点研究基地[9]。
- 2016年，10月，整合管理学院的当代中国政治研究所、社会管理创新研究所组建城市治理研究院，以发展深圳大学政治学学科[10]。
- 2019年，5月，与深圳市纪委监委与合作共建深圳大学廉政研究院[11]。

### 政府管理学院
- 2021年，9月，整合管理学院公共管理系、法学院社会学系以及城市治理研究院组建政府管理学院[1]。
- 2022年，7月，中国当代政治学者、北京大学讲席教授俞可平就任政府管理学院首任院长[12]。
- 2024年，9月，获批社会工作专业学位博士点[13]；12月，由深圳市委社会工作部与深圳大学共建的社会工作研究院暨深圳社会工作创新研究基地揭牌成立。
- 2025年，6月，深圳大学纪检监察研究院成立。

## 管理团队
| 院长 - 俞可平 | 执行院长 - 陈文 | 党委书记 - 何燕辉 |

| 副院长 - 谷志军 | 副院长 - 吴海燕 | 副院长 - 黄斌欢 | 党委副书记、纪委书记 - 张国强 |

## 学术科研

### 学科设置
| 学系                                 | 本科专业                             | 硕士专业                                              | 博士专业               |
| ------------------------------------ | ------------------------------------ | ----------------------------------------------------- | ---------------------- |
| 行政管理系                           | 行政管理 - 行政管理 - 政府管理创新班 | 公共管理学（学术学位） 公共管理（专业学位，非全日制） | 无                     |
| 公共政策系                           | 行政管理 - 行政管理 - 政府管理创新班 | 公共管理学（学术学位） 公共管理（专业学位，非全日制） | 无                     |
| 社会学系                             | 社会学 - 社会学 - 政府管理创新班     | 社会工作（专业学位）                                  | 社会工作（专业学位）   |
| 政治学系（全球特大型城市治理研究院） | 无                                   | 政治学（学术学位）                                    | 政治传播学（学术学位） |

### 研究机构

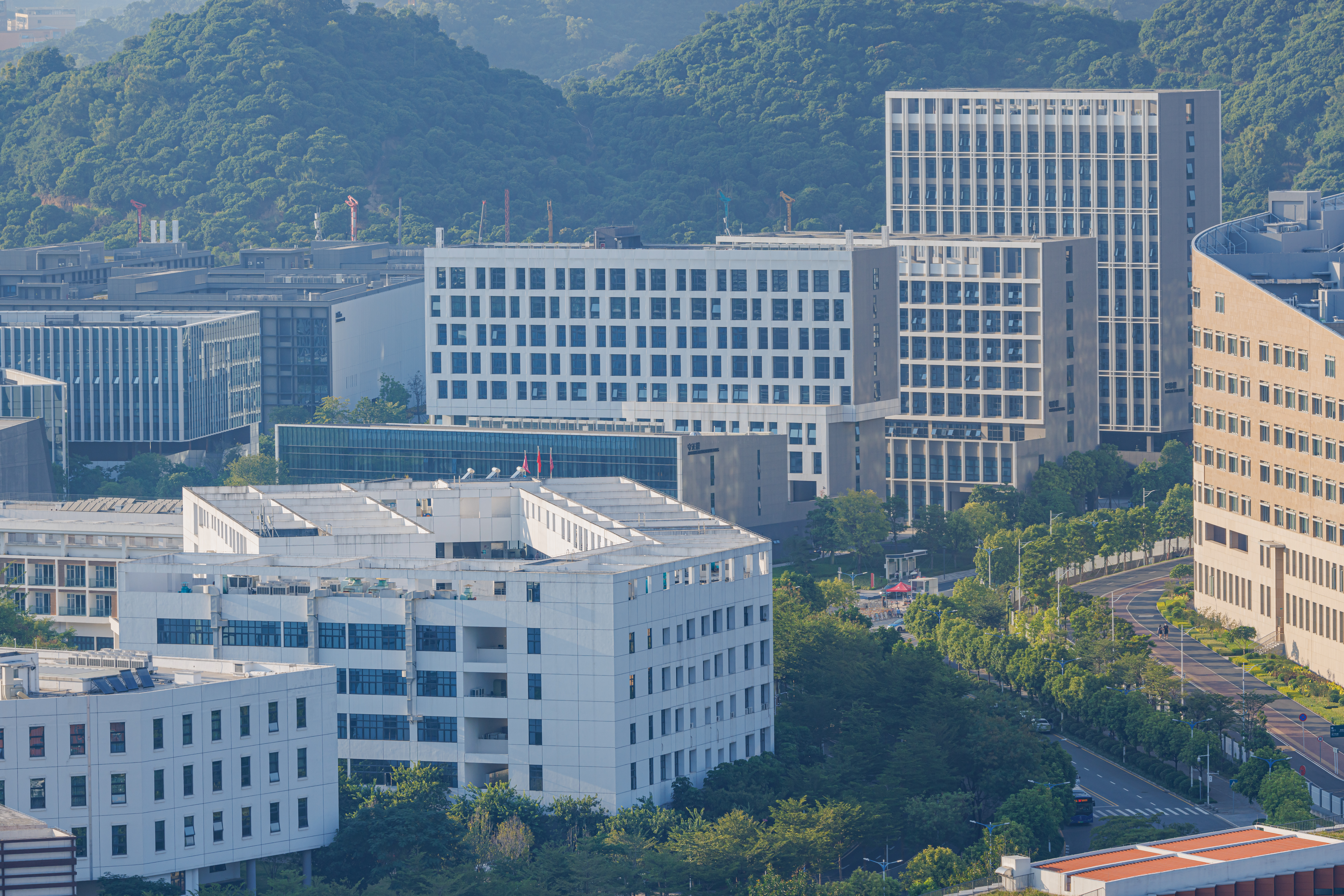
深圳大学政府管理学院位于丽湖校区守正楼（即图中中央楼栋）

- 中国特色社会主义先行示范区残疾人事业发展研究中心
- 当代中国政治研究所
- 党内法规研究中心
- 创新型城市建设与治理研究中心
- 全球特大型城市治理研究院
- 廉政研究院（深圳市廉政研究基地）
- 大湾区——东盟研究中心
- 社会管理创新研究所
- 新加坡研究中心
- 社会工作实务创新研究中心
- 社会治理与创新研究中心
- 中国市域社会治理现代化研究基地暨粤港澳大湾区社会治理创新研究中心
- 机关事务研究院
- 粤港澳大湾区新兴产业发展研究院

## 知名学者
- 俞可平：中国当代政治学者，深圳大学政府管理学院首任院长，北京大学讲席教授，原中共中央编译局副局长，主要研究领域为当代中国政治、国际比较政治[12]。
- 汪永成：教育部“新世纪优秀人才支持计划”获得者[14]，深圳大学党委常委、副校长，主要研究领域为中国政府政策与能力。
- 周林刚：教育部“新世纪优秀人才支持计划”获得者[15]，深圳大学社会发展与公共政策研究中心主任、残障与公益研究院院长，主要研究领域为社会保障与社会政策。